# Kreuzleistungsspektrum
Das Kreuzleistungsspektrum (präziser: Kreuzleistungsdichtespektrum) baut auf den in der Signalanalyse als Grundlage berechneten Fourierspektren auf. Es berechnet sich analog zum Autoleistungsspektrum bei Frequenz {\displaystyle f} nach der Gleichung
{\displaystyle S_{XY}(f)=X^{*}(f)\cdot Y(f)\,}
Da X*(f) und Y(f) im Allgemeinen nicht konjugiert komplex zueinander sind, bleibt das Ergebnis komplex.
Werden statt der Fouriertransformierten X(f) und Y(f) die über den Zeitraum T gebildeten Kurzzeitspektren XT(f) und YT(f) verwendet, ergibt sich das Kreuzleistungsspektrum aus dem Erwartungswert der Spektrumsprodukte:
{\displaystyle S_{XY}(f)=E\{X_{T}^{*}(f)\cdot Y_{T}(f)\}\,}
Zur Weiterverarbeitung wird meist das einseitige Spektrum herangezogen:
{\displaystyle G_{XY}=S_{XY}\,}
für f = 0  und 
{\displaystyle G_{XY}(f)=2S_{XY}(f)\,}
für f > 0.
Für Interpretationen ist allenfalls der Phasenverlauf des Kreuzleistungsspektrums interessant. Da er jedoch identisch mit dem Phasengang des Frequenzgangs ist, wird das Kreuzleistungsspektrum im Allgemeinen nur als wichtige Basis für die Berechnung weiterer Signalanalysefunktionen herangezogen. Wiederum in Analogie zum Autoleistungsspektrum kann auch das Kreuzleistungsspektrum als Fouriertransformierte einer Korrelationsfunktion, hier der Kreuzkorrelationsfunktion berechnet werden:
{\displaystyle S_{XY}(f)=\int _{-\infty }^{\infty }R_{xy}(\tau )e^{-\mathrm {i} 2\pi f\tau }\,d\tau \,}
In der digitalen Signalanalyse ist dieser Berechnungsgang jedoch nicht üblich.